# Филакурис, Тотис
Панайотис «Тотис» Филакурис (греч. Παναγιώτης «Τότης» Φυλακούρης; род. 1 марта 1947, Греция) — греческий футболист, нападающий.

## Карьера

### Клубная карьера
Во взрослом футболе дебютировал в 1965 году в клубе «Панатинаикос», за который выступал на протяжении следующих десяти сезонов. Вместе с командой четырежды становился чемпионом Греции в сезонах 1963/64, 1968/69, 1969/70 и 1971/72. Кроме того, команде дважды удалось завоевать национальный кубок в 1967 и 1969 годах. В 1971 году команда сыграла в финале Кубка европейских чемпионов против нидерландского клуба «Аякс».
В 1975 году Филакурис покинул команду и присоединился к другому греческому клубу «Этникос», где отыграл четыре сезона. В 1979 году стал игроком «Эгалео», где завершил футбольную карьеру в 1981 году.

### Тренерская карьера
В 2005 году Филакурис непродолжительное время исполнял обязанности главного тренера «Панатинаикоса», после того как его предшественник Зденек Шчасный покинул команду.

## Достижения
«Панатинаикос»
- Чемпион Греции: 1963/64, 1968/69, 1969/70, 1971/72
- Обладатель Кубка Греции: 1967, 1969